# Ana de Skalon
Ana de Skalon (Buenos Aires, Argentina, 12 de agosto de 1953 - La Habana, Cuba, 17 de febrero de 2006) fue una socióloga, semióloga, directora y productora cinematográfica argentina.

## Biografía
Hija de madre montenegrina y padre ruso, creció entre una comunidad de inmigrantes en la capital argentina. A los 19 años contrajo matrimonio con su novio de la infancia, Andrés Serbin, con quien tuvo a su hija Sofía. Tras concluir sus estudios secundarios en el colegio Lenguas Vivas y cursar dos años de traductorado de inglés, se vio forzada a exiliarse en Venezuela en 1974, tras recibir amenazas de la agrupación de extrema derecha Triple A, vinculadas a su militancia en la Juventud Peronista. Entre 1977 y 1978 estudió una tecnicatura en recursos audiovisuales en el Instituto Neumann de Caracas. En 1979 partió hacia el Reino Unido, donde estudió en la Universidad de Lancaster, graduándose como licenciada en Sociología y Semiología. Trabajó en el Instituto de Arte Contemporáneo de ese país y en el reconocido Canal 4, donde colaboró en la realización de un documental de la BBC sobre música gitana.
A comienzos de la década de 1980, participó activamente en organización británica Campaña de Solidaridad con Nicaragua, en defensa de la Revolución Sandinista y en el Comité para los Derechos Humanos de El Salvador, intentando convencer a los periodistas que se trasladaran hasta el lugar de los hechos para informar lo que sucedía.
Tras su graduación universitaria, trabajó como investigadora y productora de una serie de documentales en países como la propia Nicaragua o la Unión Soviética, entre otros.
En 1991 fundó su productora televisiva Sur Producciones, a través de la cual realizó una serie de documentales sobre Latinoamérica, África y Asia. En 1992 realizó una de las primeras entrevistas televisivas a Hugo Chávez, quien se encontraba en prisión por su participación en el intento de golpe de Estado de febrero de ese año.
Su obra más destacada como productora, el documental Evita, una tumba sin paz, fue gestada entre 1995 y 1997. Contó con la dirección de Tristán Bauer y el guion de Miguel Bonasso, quien fuera su segundo marido.
En 2003 fue designada directora de noticias y no ficción de Canal 7. Al año siguiente debió hacer frente a un conflicto gremial tras las reformas emprendidas en la programación de dicho medio. También en 2004, fue designada como parte del directorio del canal Telesur. Se mantuvo en ambos cargos hasta su fallecimiento, poco tiempo después.

## Enfermedad y muerte
A mediados de los años 90 le fue detectado cáncer de mama, habiendo sido operada en Londres. Sin embargo, a fines de 2002 la enfermedad se extendió haciendo metástasis en los huesos. Falleció en La Habana a comienzos de 2006, donde estaba recibiendo tratamientos médicos. Fue sepultada en el Cementerio Británico de Buenos Aires.

## Algunas publicaciones

### Libros
- anna de Skalon, christa Stadtler. 1987. We Live in Portugal. Edición ilustrada de Bookwright Press, 60 pp. ISBN 0531180883, ISBN 9780531180884